# Ambient trance
Ambient trance är en genre som är en blandning mellan "vanlig" ambient och långsammare trance, såsom progressive trance. Genre uppstod någon gång i mitten på 90-talet. Artister i genren är bland andra Crystalsphere, Air Liquide, Solar Fields och Dubrizona.